# Merodon
Genre
Merodon est un genre d'insectes diptères du sous-ordre des Brachycera (les brachycères ou Brachycera sont des mouches muscoïdes aux antennes courtes), de la famille des Syrphidae.

## Espèces européennes(à compléter)
- Merodon clavipes
- Merodon equestris - la mouche des narcisses